# Rick Gates

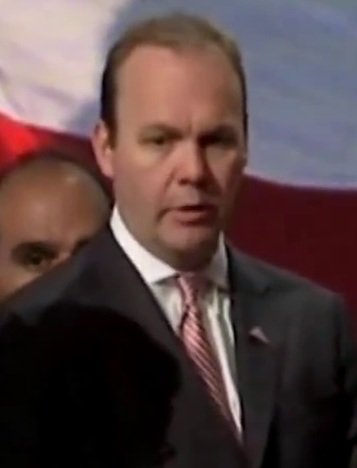
Rick Gates in 2016

Richard W. Gates III (Fort Lee (Virginia) 27 april 1972) is een Amerikaanse voormalige politieke raadgever en lobbyist, die bekend heeft schuldig te zijn aan zowel samenzwering tegen de Verenigde Staten, als aan het afleggen van valse verklaringen.
Gates is een langdurige zakelijke compagnon van lobbyist Paul Manafort en fungeerde als vervanger van Manafort, toen deze de verkiezingscampagne voor het presidentschap in 2016 van Donald Trump leidde.
Gates en Manafort werden beiden aangeklaagd in oktober 2017 op grond van beschuldigingen in verband met hun advieswerk ten behoeve van pro-Russische politieke agenten in Oekraïne.

## Afkomst en opleiding
Gates is de zoon van Richard W. Gates jr., een gepensioneerd luitenant-kolonel in het Amerikaanse leger, en oprichter en CEO van de Gates Group International, een management- en informatie technische onderneming, gevestigd in Prince George County, Virginia (staat). Als soldatenkind groeide Gates op in talrijke legerplaatsen in de V.S. en overzee. Het gezin vestigde zich uiteindelijk in Prince George County nabij Fort Lee, waar zijn vader in de late jaren tachtig werd gestationeerd. Hij slaagde in 1990 voor het eindexamen van de Prince George High School en behaalde in 1994 een graad in het bestuursrecht aan het College of William & Mary. Later behaalde hij een master publiek beleid aan de George Washington University in Washington D.C.

## Carrière
Vroeg in zijn loopbaan was Gates stagiair bij het consultingkantoor Black, Manafort, Stone and Kelly, gevestigd te Washington D.C. Daar werkte hij met de Republikeinse lobbyist Rick Davis. Uiteindelijk ging hij in 2006 voor hem en Manafort werken bij hun nieuwe consultingonderneming Davis & Manafort, met een kantoor in Kiev, Oekraïne. Tot de cliënten met wie Gates werkte behoorden de Oekraïense president Viktor Janoekovytsj en de Russische oligarch Oleg Deripaska. Hij nam deze taken over van Davis, toen deze het bedrijf in 2008 verliet om zich te wijden aan de presidentiële campagne van John McCain. Samen waren zij in 2006 instrumenteel in het bemiddelen voor de totstandkoming van een ontmoeting tussen McCain en Deripaska in 2006.
Toen Donald Trump in juni 2016 Manafort als zijn campagneleider aanwees, ging Gates ook voor diens campagne werken. Hij werd de tweede man van de campagne, belast met de dagelijkse werkzaamheden, inclusief de verantwoordelijkheid voor incidenten, zoals het klaarblijkelijke plagiaat in Melania Trumps toespraak tijdens de Republikeinse Partijconventie 2016 (RNC). Gates bleef aan als tweede man van de Trump-campagne nadat Manafort medio augustus 2016 als campagneleider aan de kant werd gezet ten gunste van Steve Bannon. Gates werd vervolgens na Trumps verkiezing voorzitter van diens Inauguratiecomité. Ook was hij behulpzaam bij de formatie van een pro-Trump non-profitgroep, genaamd America First Policies. Hij werd hier echter aan de kant geschoven wegens zijn betrokkenheid bij Manaforts buitenlandse ondernemingen.

## Beschuldiging en arrestatie
Op 27 oktober 2017 werden Gates en Manafort aangeklaagd door een federale grand jury in het kader van het onderzoek van de speciale aanklager Robert Mueller naar Russische inmenging, cum annex, in de Amerikaanse presidentsverkiezingen 2016. De uit 12 punten bestaande aanklacht beschuldigt de twee mannen van samenzwering tegen de V.S., het afleggen van valse verklaringen, het witwassen van geldsommen, en het nalaten om zich in te schrijven als buitenlandse agenten voor Oekraïne, zoals vereist in de federale wetgeving. De beschuldigingen komen voort uit zijn werk voor een pro-Russische regering in Oekraïne en zijn niet gerelateerd aan de Trumpcampagne. Manafort en Gates stelden zich op 30 oktober 2017 ter beschikking van de FBI en beiden kozen er tijdens het verhoor in het gerechtshof voor zich onschuldig te verklaren.
In afwachting van de rechtszitting werd Manafort tegen een waarborgsom van $10 miljoen vrijgelaten en Gates tegen een waarborgsom van $5 miljoen. Omdat de aanklagers het risico reëel achtten dat zij per vliegtuig zouden vluchten werd van beide mannen het paspoort ingevorderd en werden zij onder huisarrest geplaatst.
Op 22 december 2017 vaardigde federaal rechter Amy Berman Jackson van het United States District Court for the District of Columbia een order uit, waarin van Gates werd geëist om uit te leggen waarom zijn commentaar in een korte, op videotape opgenomen boodschap tijdens een fundraiser - op 19 december in een Holiday Inn in Arlington (Virginia) - geen overtreding zou zijn van haar eerdere order om de zaak niet in de publiciteit te brengen. Rechter Jacksons bezorgdheid ging daarbij speciaal uit naar Gates' betrokkenheid bij de excentrieke Washingtonse lobbyist Jack Burman, die het evenement in Arlington organiseerde.
Op 23 januari 2018 meldde CNN dat Gates de prominente advocaat Tom Green aan zijn juridisch team had toegevoegd. Deze actie zou verband kunnen houden met een wijziging van strategie, bijvoorbeeld van een stug volhouden van onschuld naar de een of andere vorm van samenwerking met de aanklagers. Op 22 februari publiceerde The Daily Beast dat Gates Green had ontslagen.
Op 7 februari 2018 brachten drie advocaten van Gates tijdens een gerechtelijke ondervraging door rechter Amy Berman Jackson in hun verklaring 'onverenigbare verschillen van inzicht' met hun cliënt naar voren, die hen aanleiding gaven zich terug te trekken als Gates' raadgever.
Op 15 februari 2018 meldde CNN dat Gates een plea bargain met speciale aanklager Robert Muellers team af zal ronden, wat aangeeft dat hij overweegt samen te werken met het onderzoek van de speciale aanklager. Dat volgt uit het feit dat hij zijn Queen for a Day-statement heeft gegeven, waarin hij alle vragen van het team van de speciale aanklager beantwoordde, zowel over zijn eigen zaak als over andere potentieel criminele activiteiten die hij waarnam of waaraan hij deelnam, waarbij als enige voorwaarde geldt 'dat je niet kunt liegen'. In dit statement op 1 februari loog Gates tegen de FBI-onderzoekers en deze valse getuigenissen werden meegenomen in de plea bargain die hij vervolgens aanging.
Op 22 februari 2018 openbaarde Mueller nieuwe aanklachten in de Manafort-Gates-zaak, die op 21 februari werden gearchiveerd. In tegenstelling tot voorgaande aanklachten, werd de aanklacht ingediend door de federale grand jury van het United States District Court for the Eastern District of Virginia, die 32 punten bevat: 16 punten betreffende illegale belastingteruggaven, 7 punten betreffende nalatige aangifte van buitenlandse bankrekeningen, 9 punten over (samenzwering met betrekking tot) bankfraude.
Op 23 februari 2018 bekende Gates schuldig te zijn aan het punt van het afleggen van valse verklaringen en aan het punt van het samenzweren tegen de Verenigde Staten. De plea bargain bevat ook een overeenkomst tot samenwerking met het onderzoek van Mueller. Federale richtlijnen geven aan dat Gates een vonnis van 57 tot 71 maanden hechtenis tegemoet kan zien. Deze strafmaat heeft echter een adviserend karakter en is onderhevig aan de discretionaire bevoegdheid van de rechter.
Eind maart 2018 kwam in het spoor van het onderzoek van speciale aanklager Mueller naar buiten dat de Nederlandse advocaat Alex van der Zwaan, in dienst van het internationale advocatenkantoor Skadden Arp, jarenlang met Manafort en Gates samenwerkte in Oekraïne ten dienste van de pro-Russische president/presidentskandidaat Viktor Janoekovitsj. Van der Zwaan werd op 3 april 2018 door de rechtbank in Washington schuldig bevonden aan onder andere het afleggen van valse verklaringen en het vernietigen van e-mails. Hij kreeg een boete van 20.000 dollar en een gevangenisstraf van 30 dagen opgelegd.
Rick Gates verklaarde in augustus 2018 onder ede dat hij en Manafort tientallen miljoenen verdienden met lobbywerk voor pro-Russische politici in Oekraïne en het geld vervolgens op buitenlandse rekeningen storten en de inkomsten verzwegen voor de Amerikaanse belastingdienst. Ook bekende Gates dat hij honderdduizenden dollars van Manafort heeft gestolen door het invullen van valse declaraties. Gates is in het strafproces tegen Manafort de belangrijkste getuige van de aanklager.